# Марион (Южная Каролина)
Марион (англ. Marion) — крупнейший город и административный центр (столица) одноимённого округа в штате Южная Каролина в Соединённых Штатах Америки.
Согласно результатам переписи населения США, проведённой в 2020 году, число жителей города составляло 6448 человек, что, для такого небольшого населённого пункта, существенно меньше (− 7,1%), чем было во время предыдущей переписи прошедшей в 2010 году (6939 человек).

## История
Примерно через шестьдесят лет после основания первого постоянного поселения в Южной Каролине группа английских поселенцев, отправленных лордом-собственником, высадилась в Джорджтауне и двинулась вверх по реке Пи-Ди до слияния с рекой Литл-Пи-Ди примерно на полпути между Джорджтауном и нынешним городом Марион. Среди этих семей были Бриттоны, Дэвисы, Флаглеры, Джайлз, Грейвс и Тайлер. Примерно в то же время, и, возможно, на том же корабле из Англии, прибыл Джон Годболд, отставной английский морской капитан. Он двинулся дальше вверх по течению Биг-Пи-Ди и поселился на ручье Кэтфиш-Крик, который течёт чуть к юго-западу от нынешней городской черты Мариона.

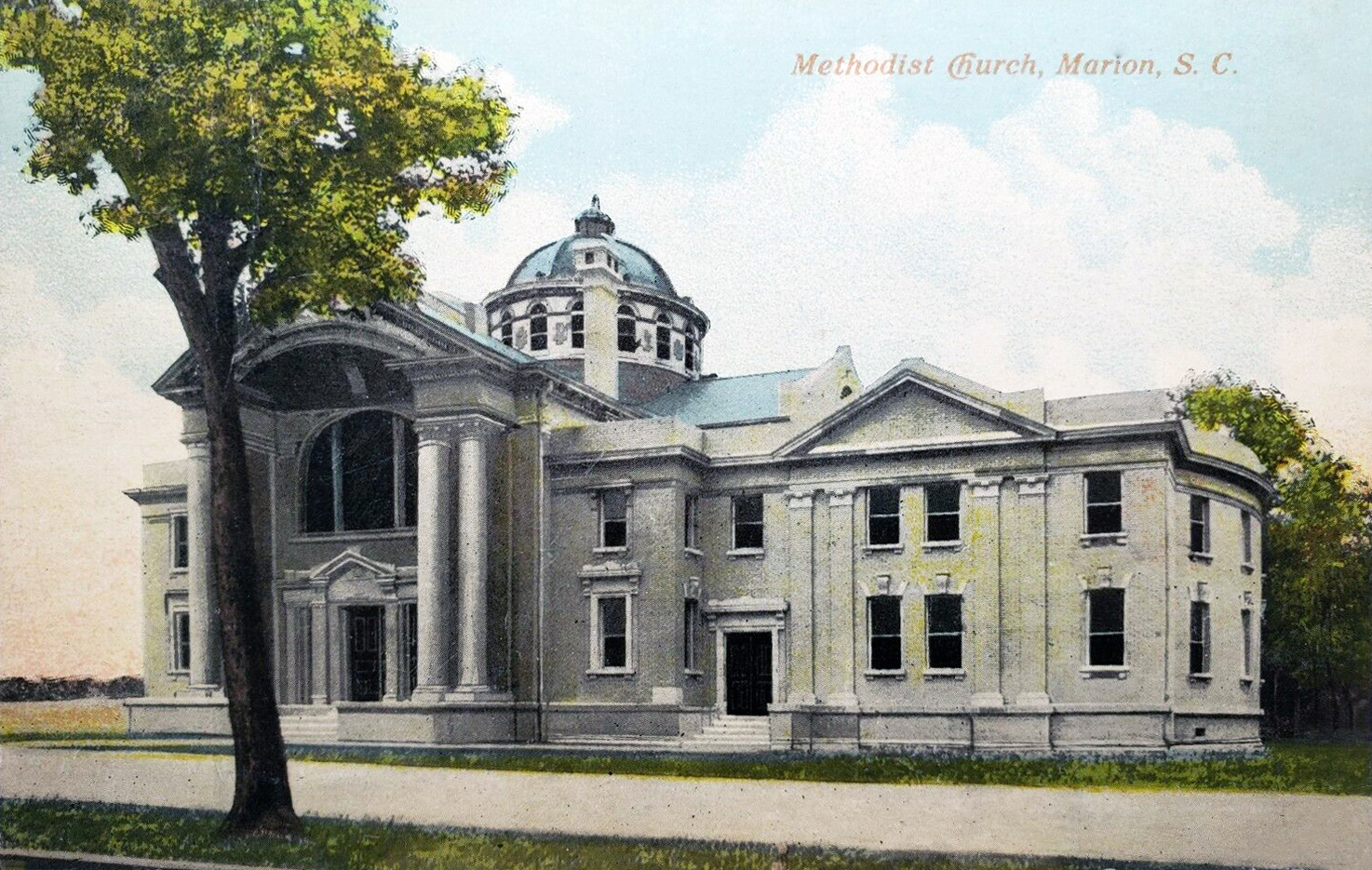
Методисткая церковь

В ранние колониальные годы этот район входил в состав округа Крейвен. После раздела Крейвена этот участок земли был отнесён к округу Джорджтаун и стал известен как Гилсборо в честь полковника Хью Джайлза, героя Войны за независимость США, сражавшегося под командованием Фрэнсиса Мэриона. В 1785 году был проведён ещё один раздел, и некоторое время для обозначения этой территории использовали название «Либерти».
17 декабря 1847 года, когда законодательным собранием Южной Каролины был выдан устав городу, его официальным название стало «Marion», в честь упомянутого выше генерала Фрэнсиса Мэриона.
Нынешнее здание суда было построено в 1854 году и является уже третьим зданием окружного суда, расположенным на том же месте или рядом с ним.
Во время Гражданской войны в США округ Марион избежал разрушений от войск генерала Шермана благодаря разливу реки Биг-Пи-Ди, который не позволил Армии Союза переправиться здесь в ходе марша Шермана к морю.

## География
В соответствии с данными указанными на сайте центрального статистического органа страны — Бюро переписи населения США, общая площадь города составляет 4,3 квадратных мили (11 км2) и вся эта территория приходится на сушу.